# András Bodnár
Pour les articles homonymes, voir Bodnár.
András Bodnár, né le 9 avril 1942 à Oujhorod, est un joueur de water-polo et un nageur hongrois. 
Joueur de l'équipe de Hongrie de water-polo masculin, il est champion olympique aux Jeux olympiques d'été de 1964, médaillé d'argent olympique en 1972 et médaillé de bronze olympique en 1960 et en 1968. 
Il a joué en club pour le Orvosegyetem Sport Club.
Il est éliminé en séries du 1 500 mètres nage libre aux Jeux olympiques d'été de 1960 et en séries du 400 mètres nage libre aux Jeux olympiques d'été de 1964.
Il intègre l'International Swimming Hall of Fame en 2017.